# Yoshikazu Suzuki
Yoshikazu Suzuki (鈴木 良和 Suzuki Yoshikazu?), född 1 juni 1982 i Shizuoka prefektur, är en japansk före detta fotbollsspelare.
Suzuki började sin karriär 2001 i Shonan Bellmare. Han spelade 136 ligamatcher för klubben. 2006 flyttade han till Mito HollyHock. Han avslutade karriären 2008.